# Dolno Kozarevo, Tărgoviște
Dolno Kozarevo (în bulgară Долно Козарево) este un sat în comuna Omurtag, regiunea Tărgoviște,  Bulgaria. 

## Demografie
Componența etnică a satului Dolno Kozarevo
     Turci (96,38%)
     Nicio identificare (3,61%)
     Altele (0%)
La recensământul din 2011, populația satului Dolno Kozarevo era de 415 locuitori. Din punct de vedere etnic, majoritatea locuitorilor (96,38%) erau turci. Pentru 3,61% din locuitori nu este cunoscută apartenența etnică.